# Forest Ray Moulton
Forest Ray Moulton, född 29 april 1872 i Le Roy i Michigan, död 7 december 1952, var en amerikansk astronom.
Moulton blev 1896 professor i astronomi vid universitetet i Chicago. Hans arbeten faller inom den celesta mekanikens område. Moulton utvecklade bland annat tillsammans med Thomas Chrowder Chamberlin en teori om planetsystemets uppkomst.
Han författade bland annat läroböckerna An introduction to astronomy (1906) och An introduction to celestial mechanics (2:a upplagan 1914).
Asteroiden 993 Moultona är uppkallad efter honom.